# Virunum
Virunum was een Romeinse stad, gelegen op een plaats nabij Klagenfurt in Oostenrijk. Virunum werd de hoofdstad van het koninkrijk Noricum op het moment dat dit een Romeinse provincie werd, rond het jaar 40 onder keizer Claudius. De Romeinen bouwden er ook een heerweg over de Brennerpas. Enkele restanten, waaronder het amfitheater van de stad zijn opgegraven.
- Gemeinsame Normdatei: 4108292-8
- Virtual International Authority File: 236394251